# Melanie Scholtz
Melanie Scholtz (Fokváros, 1979. február 25. –) többszörösen díjazott dzsesszénekesnő, zeneszerző, táncosnő, képzőművész. Fellépett Wynton Marsalis-szal, a Jazz at Lincoln Center Orchestra-val, Hugh Masekela-val is.

## Pályafutása
A dél-afrikai énekesnő zenész családba született. Ötéves korában kezdte klasszikus zongorista tanulmányait, 16 éves korától énekelni is tanult. 1997–2000 között a Fokvárosi Egyetemre járt, ahol „Cum laude” címmel szerzett operaénekes előadóművész diplomát.
Más díjak mellett 2002-ben elnyerte a legjobbnak járó dzsesszénekesi díjat: „Best Jazz Vocalist Award at the Old Mutual Jazz Encounters”. 2006-ban adta ki debütáló albumát, a Zillion Miles-t. 2010-ben elnyerte a rangos „Standard Bank Artist Award”-ot.
Ezután sorra jelentek meg lemezei. 2015-ben Csehországba költözött, dalszerzőként dolgozott, miközben szabadúszó volt szerte Európában.
2017-ben New Yorkba ment és a dél-afrikai valamint amerikai dzsessz ismeretterjesztő műhelyének, a Jazz at Lincoln Center szervezete munkatársa lett.

## Lemezek
Szólistaként
- 2006: Zillion Miles[1]
- 2010: Connected
- 2010: Living Standards
- 2013: Freedom Child
- 2013: Our Time

Albumok (válogatás)
- 2001: Jimmy Dludlu, Afrocentric
- 2009: Ivan Mazuze, Maganda
- 2010: Inkala, Live in Varanger
- 2011: Sverre Gjørvad, Patience For The Little Things
- 2011: Marco Miro, Call Love, Muriel
- 2016: Emilio Marinelli, Trio 4.0
- 2018: Marco Miro, You Love Me Anyway
- 2018: Special of the Day, The First Course

## Díjak
- 2002: Winner „Best Jazz Vocalist” Old Mutual Jazz Encounters
- 2010: Standard Bank Artist of the Year Award
- 2012: Jazz A Juan Revelations Festival in Juan Le Pins, Jury Prize, RTL prize and The Public Prize